# Зражевський Василь Мойсейович
Василь Мойсейович Зражевський (1733–1796) — протопоп білоцерківський. Відіграв важливу роль у відродженні православ'я на землях Правобережної України в часи Коліївщини і десятиліття по ній.
Народився у селі Дідівщині неподалік Фастова в родині місцевого греко-католицького священника Мойсея Зражевського, представник відомого козацького старшинського і шляхетського роду Зражевських. Близько 1768 року разом з своїм приходом перейшов до православ'я, що спричинило численні конфлікти з греко-католиками.
У 1775 році був настоятелем церкви Успіння Пресвятої Богородиці у місті Білій Церкві.